# 2-Hydroxyphytanoyl-CoA lyase
La 2-hydroxyphytanoyl-CoA lyase (2-HPCL) est une lyase qui catalyse la réaction :
2-hydroxyphytanoyl-CoA  {\displaystyle \rightleftharpoons }  formyl-CoA + pristanal.
Cette enzyme utilise le cation magnésium Mg2+ et le TPP comme cofacteurs.

Réaction catalysée par la 2-hydroxyphytanoyl-CoA lyase.